# ام دافوق
ام دافوق (به عربی: أم دافوق) یک منطقهٔ مسکونی در سودان است که در ایالت‌های آلمان واقع شده‌است. ام دافوق ۶٬۷۰۰ نفر جمعیت دارد.